# Luigi Zanchetta
Luigi Zanchetta (Gorcy, 16 aprile 1939 – Breda di Piave, 2 novembre 2008) è stato un ciclista su strada italiano.

## Palmares
- 1959 (dilettanti)

Piccolo Giro di Lombardia
- 1960 (dilettanti)

Circuito del Belvedere - Fivizzano
Trofeo Alcide De Gasperi
- 1961 (Atala, una vittoria)

1ª tappa, 1ª semitappa Tre Giorni del Sud (Cassino > Capracotta)
- 1963 (Cité, una vittoria)

Circuito di Sant'Urbano

### Altri successi
- 1959 (dilettanti)

Coppa Italia Cronosquadre (con la S.C. Padovani Padova)
- 1960 (dilettanti)

Coppa Italia Cronosquadre (con la S.C. Padovani Padova)

## Piazzamenti

### Classiche monumento
- Giro di Lombardia

1963: 44º

### Competizioni mondiali
- Campionati del mondo su strada

Lipsia 1960 - In linea dilettanti: ritirato